# Kingfield Stadium

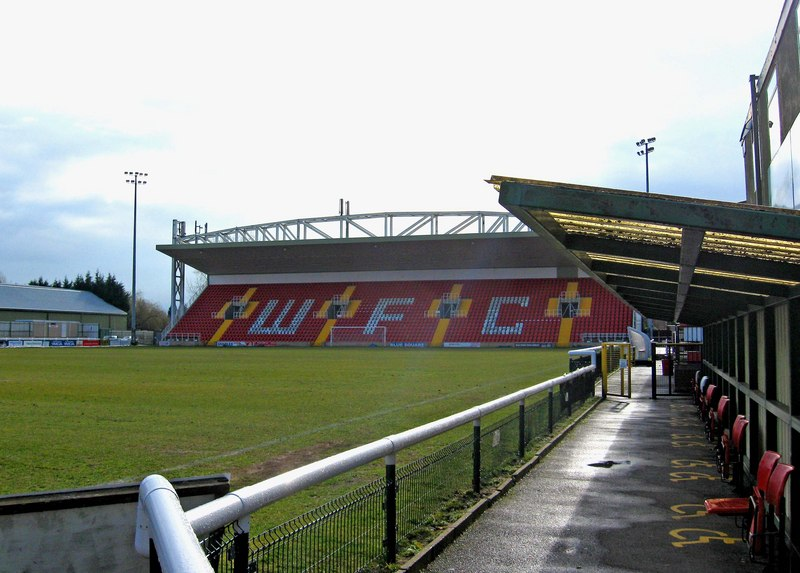
Kingfield Stadium.

Kingfield Stadium är en fotbollsarena i Woking i England. Den kan ta 6 036 åskådare, varav 2 500 är sittplatser, och är hemmaarena för Woking och Westfield.